# Acetilazione

Esempio di reazione di acetilazione: l'Acido salicilico viene acetilato per formare Acido acetilsalicilico meglio noto col nome di aspirina

L'acetilazione (o secondo la nomenclatura IUPAC etanoilazione) è una reazione chimica in cui viene legato un gruppo acetile ad una molecola. La reazione contraria è la deacetilazione che consiste nell'eliminazione del gruppo acetile. In genere in sintesi chimica agenti acetilanti possono essere anidride acetica (usata per la sintesi dell'aspirina) o il cloruro di acetile e possibili substrati possono essere ammine a dare ammidi o alcoli a dare esteri. Negli organismi viventi gli enzimi effettuano acetilazioni per vari scopi, in questi casi l'agente acetilante solitamente è l'Acetil-coenzima A.

## Acetilazione delle proteine
Nelle cellule vive, l'acetilazione si produce come una modificazione co-traduzionale o post traduzionale delle proteine, come avviene negli istoni, nella proteina p53 o nelle tubuline.

### AcetilazioneN-alfa-terminale
È una modificazione post traduzionale comune nelle cellule eucarioti. Il 40-50% delle proteine dei lieviti e l'80-90% delle proteine umane possono subire modificazioni di questo genere. Gli enzimi che la effettuano sono N-alfa-acetiltransferasi (NAT), una sottofamiglia della GNAT di acetiltransferasi, dove si include l'istone acetiltransferasi. Le GNAT trasferiscono il gruppo acetile da una molecole di acetil-coenzima A a un gruppo ammino. Le NAT sono caratterizzate da una specificità di sequenza dei loro substrati e dalla capacità di potersi associare con il ribosoma, dove potrebbero acetilare le catene polipeptidiche che si formano durante la traduzione.
Dei complessi esistenti di NAT, negli esseri umani sono state incontrate le NatA e NatB; alcune sottounità del complesso NatA umano sono state associate a processi relazionati al cancro e sono stati trovare livelli alti di NatA nel carcinoma papillifero della tiroide e nel neuroblastoma. Il complesso NatB, invece, è associato al ciclo cellulare.
Sebbene l'acetilazione N-alfa-terminale sia una modificazione comune e che si mantiene nel tempo, non si conosce bene il suo ruolo biologico. Tuttavia, una delle cose di cui gli studiosi sono sicuri e alla quale si deve dare importanza è che proteine come actina e tropomiosina sono dipendenti dall'acetilazione da parte della NatB per formare i microfilamenti.

### Acetilazione e deacetilazione della lisina
I residui di lisina negli istoni vengono acetilati e deacetilati nell'estremo N-terminale come parte del processo di regolazione genica. Queste reazioni, generalmente, sono catalizzate da enzimi istone acetiltransferasi (HAT) o istone deacetilasi (HDAC), anche se bisogna evidenziare il fatto che tanto le HAT come le HDAC possono modificare il grado di acetilazione di proteine che non siano istoni.